# Trifolium stellatum
Il trifoglio stellato (Trifolium stellatum L.) è una pianta erbacea appartenente alla famiglia delle Fabacee.
Indicato come terofita scaposa, Trifolium stellatum dal punto di vista corologico si trova nelle regioni europee e mediterranee dove cresce sia in prati che in ambienti aridi, lungo le fasce collinari e planiziali.